# Ribes brachybotrys
Ribes brachybotrys là một loài thực vật có hoa trong họ Grossulariaceae. Loài này được (Wedd.) Jancz. miêu tả khoa học đầu tiên năm 1905.